# Dave Simpson
David Simpson Knight (Toronto, Ontario, 1983. január 11. –) kanadai válogatott labdarúgó.

## Mérkőzései a kanadai válogatottban
| #  | Dátum            | Ellenfél   | Eredmény | Kiírás              | Esemény |
| -- | ---------------- | ---------- | -------- | ------------------- | ------- |
| 1. | 2008. január 30. | Martinique | 1 – 0    | barátságos mérkőzés | 58'     |

## Sikerei, díjai
AC Sparta Praha:
- Cseh labdarúgó-bajnokság: 2006–07